# Yarepotamon gracillipa
Yarepotamon gracillipa е вид десетоного от семейство Potamidae.

## Разпространение и местообитание
Видът е разпространен в Индонезия (Суматра и Ява) и Китай (Гуанси).
Обитава сладководни басейни, реки и потоци.